# Okręg Korpusu Nr I
Okręg Korpusu Nr I (OK I) – okręg wojskowy Wojska Polskiego II RP w latach 1921–1939 z siedzibą dowództwa w Warszawie.
Zasięg terytorialny okręgu

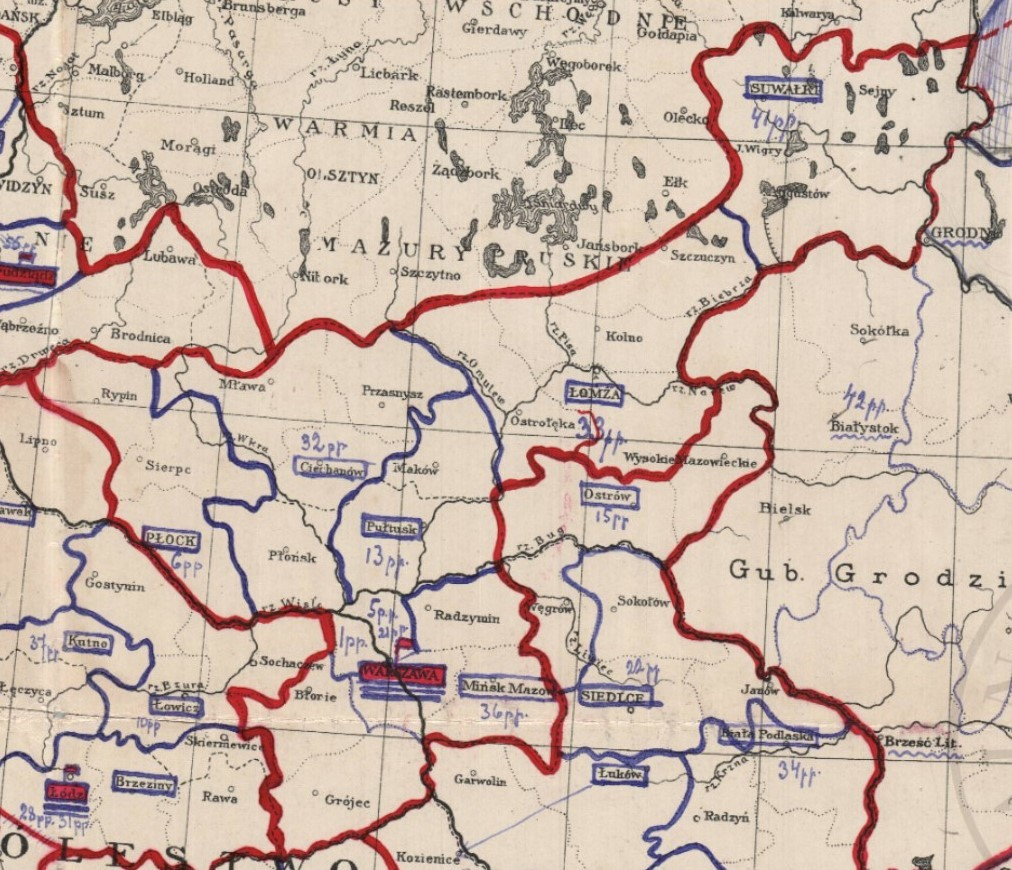
Okręg Generalny Warszawa

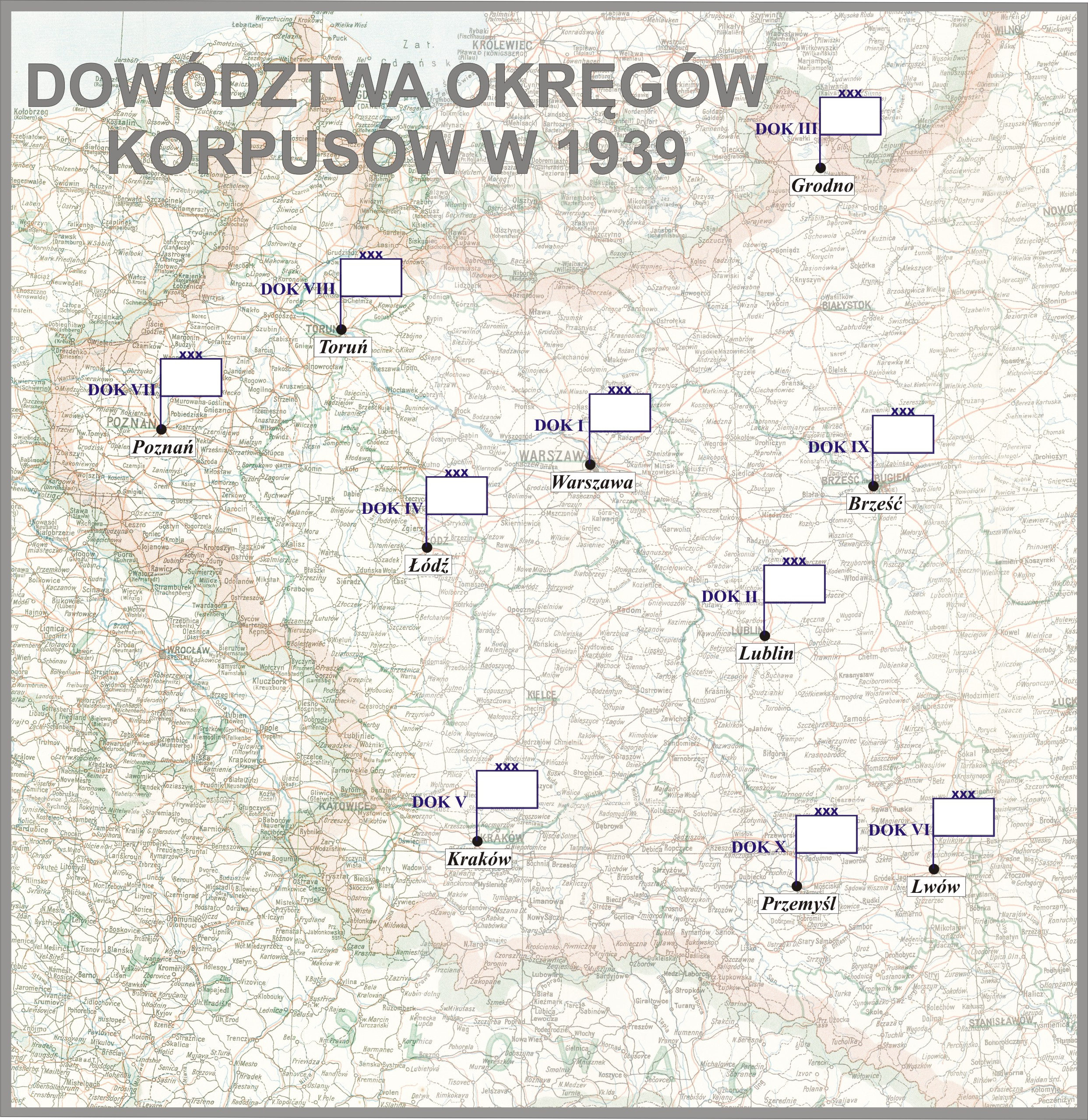
DOK w 1939

Na podstawie rozkazu O. I. Szt. Gen. 6443.Org. ministra spraw wojskowych z dniem 1 września 1924 z Okręgu Korpusu Nr I wyłączone zostały powiaty: białostocki, szczuczyński i wysokomazowiecki, i wcielone do Okręgu Korpusu Nr III, do rejonu służb Grodno. W związku z powyższym dowódcy Okręgu Korpusu Nr III podporządkowano: Dowództwo 1 Dywizji Kawalerii, Dowództwo Artylerii Konnej 1 Dywizji Kawalerii, 10 puł., 8 dak, szw. zapas. 1 puł., szw. zapas. 2 puł., składnicę wojenną 1 pap Leg., OZM Nr III, PKU Białystok, Szpital Rejonowy Białystok, Filię Rejonowego Zakładu Gospodarczego, oficera łączności WWKol. Wilno w Białymstoku, 9 psk w Grajewie i Komendę Obozu Warownego w Osowcu. Pod względem terytorialnym w OK III pozostał III/42 pp w Osowcu oraz I i II/42 pp w Białymstoku.
26 marca 1934 roku, w związku z przeniesieniem PKU Modlin do Płońska oraz wydzieleniem miasta Przasnysz z granic garnizonu Ciechanów, minister spraw wojskowych rozkazem B. Og. Org. 1060/Org. Dysl. ustanowił nowe garnizony w Płońsku i Przasnyszu.
W 1939 roku Okręg Korpusu Nr I obejmował swoim zasięgiem (...).

## Jednostki i instytucje wojskowe na obszarze OK I

### Naczelne władze wojskowe
- Generalny Inspektorat Sił Zbrojnych w Warszawie
- Sztab Generalny Wojska Polskiego w Warszawie
- Ministerstwo Spraw Wojskowych w Warszawie

### Dowództwa
- Dowództwo Okręgu Korpusu Nr I w Warszawie
- Dowództwo 8 Dywizji Piechoty w Twierdzy Modlin
- Dowództwo 18 Dywizji Piechoty w Łomży
- Dowództwo 28 Dywizji Piechoty w Warszawie
- Dowództwo 2 Dywizji Kawalerii w Warszawie (1924-1939)
- Dowództwo I Brygady Kawalerii w Warszawie (1924-1937)
- Dowództwo Mazowieckiej Brygady Kawalerii w Warszawie (1937-1939)
- Dowództwo Twierdzy Zegrze

### Oddziały i pododdziały broni
Piechota
- 13 pułk piechoty w Pułtusku
- 15 pułk piechoty „Wilków” w Dęblinie
- 21 pułk piechoty „Dzieci Warszawy” w Warszawie
- 32 pułk piechoty w Twierdzy Modlin
  - III/32 pp w Działdowie
- 33 pułk piechoty w Łomży
- batalion zapasowy 33 pułku piechoty w Zambrowie
- 36 pułk piechoty Legii Akademickiej w Warszawie
- 42 pułk piechoty w Białymstoku
- 71 pułk piechoty w Zambrowie (do 1926 w Ostrowi Mazowieckiej)
- 72 pułk piechoty w Radomiu
- batalion stołeczny w Warszawie
- 3 batalion strzelców w Rembertowie

Artyleria
- 1 Grupa Artylerii w Warszawie (1929-1939)
  - 1 pułk artylerii najcięższej w Górze Kalwarii
  - 1 pułk artylerii ciężkiej w Modlinie
  - 2 dywizjon pomiarów artylerii w Rembertowie
  - 32 dywizjon artylerii lekkiej w Rembertowie (pododdział manewrowy CWP)
- 11 Grupa Artylerii w Warszawie (1929-1938)
- Grupa Artylerii Przeciwlotniczej w Warszawie (1938-1939)
  - 1 pułk artylerii przeciwlotniczej im. Marszałka Edwarda Rydza-Śmigłego w Warszawie

Lotnictwo
- 1 Grupa Aeronautyczna w Warszawie (1929-1935)
- 1 Grupa Lotnicza w Warszawie (1935-1939)
  - 1 pułk lotniczy w Warszawie
  - 2 batalion balonowy w Jabłonnie

Bronie Pancerne
- 3 pułk pancerny w Modlinie (1931-1934)
- 1 dywizjon samochodowy w Warszawie (1921-1933)
- 3 batalion czołgów i samochodów pancernych w Warszawie (1933-1935)
- 3 batalion pancerny w Warszawie (1935-1939)
- 1 dywizjon pociągów pancernych w Jabłonnie
- 1 Grupa Pancerna w Warszawie (1937-1939)
- 3 Grupa Pancerna w Warszawie (1938-1939)

Saperzy
- 1 pułk saperów w Modlinie (1921-1929) → 1 batalion saperów Legionów w Modlinie (1939)
- 2 pułk wojsk kolejowych w Legionowie (1921-1924) → 2 pułk saperów kolejowych (1924-1929) → 2 batalion mostów kolejowych (1929-1939)
- 1 Brygada Saperów w Warszawie (1929-1934)
- 1 Grupa Saperów w Warszawie (1934-1939)
- 2 pułk saperów w Puławach (1921-1929) → 2 batalion saperów w Puławach (1929-1939) → 2 pułk Saperów Kaniowskich w Puławach (1939)
- 3 Brygada Saperów w Modlinie
- batalion elektrotechniczny w Nowym Dworze Mazowieckim
- batalion mostowy w Kazuniu
- batalion silnikowy w Modlinie

Wojska Łączności
- Dowództwo 1 Grupy Łączności w Warszawie (1929-1934 i 1939)
- Dowództwo 2 Grupy Łączności w Warszawie (1939)
- 1 pułk łączności w Zegrzu
- pułk radiotelegraficzny w Warszawie (1924-1939)
  - II baon pułku radiotelegraficznego w Beniaminowie (1924-1939)
- 1 batalion telegraficzny w Zegrzu (pododdział manewrowy CWŁ)
- 1 pluton radiotelegraficzny w Warszawie

Tabory i służba remontu
- kadra 1 dywizjonu taborów w Warszawie
- Rejonowy Inspektorat Koni Ciechanów
- Rejonowy Inspektorat Koni Dęblin
- Rejonowy Inspektorat Koni Mińsk Mazowiecki
- Rejonowy Inspektorat Koni Ostrołęka
- Rejonowy Inspektorat Koni Płock
- Rejonowy Inspektorat Koni Warszawa

Żandarmeria
- 1 dywizjon żandarmerii w Warszawie (1919-1939)

### Służby
Służba zdrowia
- 1 Szpital Okręgowy w Warszawie
- 1 batalion sanitarny w Warszawie (1922-1931)
- Główna Składnica Sanitarna Nr 1 w Warszawie
- Kierownictwo Zaopatrzenia Sanitarnego w Warszawie

Służba weterynaryjna
- Wojskowa Pracownia Weterynaryjna w Warszawie

Służba geograficzna
- Wojskowy Instytut Geograficzny w Warszawie

Służba sprawiedliwości
- Najwyższy Sąd Wojskowy w Warszawie
- Prokuratura Najwyższego Sądu Wojskowego w Warszawie
- Wojskowy Sąd Okręgowy Nr I w Warszawie
- Wojskowa Prokuratura Okręgowa nr 1 w Warszawie
- Wojskowy Sąd Rejonowy w Warszawie
- Wojskowy Sąd Rejonowy w Modlinie
- Wojskowy Sąd Rejonowy w Łomży
- Wojskowe Więzienie Śledcze nr 1

### Służba uzupełnień
- Powiatowa Komenda Uzupełnień Warszawa Miasto I
- Powiatowa Komenda Uzupełnień Warszawa Miasto II
- Powiatowa Komenda Uzupełnień Warszawa Miasto III
- Powiatowa Komenda Uzupełnień Warszawa Miasto Powiat
- Powiatowa Komenda Uzupełnień Ciechanów
- Powiatowa Komenda Uzupełnień Sochaczew z siedzibą w Grodzisku Mazowieckim (1921-1925)
- Powiatowa Komenda Uzupełnień Grodzisk Mazowiecki (1925[5]-1938)
- Powiatowa Komenda Uzupełnień Łomża
- Powiatowa Komenda Uzupełnień Ostrów Łomżyński (do 1926) → PKU Ostrów Mazowiecka
- Powiatowa Komenda Uzupełnień Ostrów Mazowiecka (1926-1928) → PKU Małkinia
- Powiatowa Komenda Uzupełnień Małkinia (1928-1938)
- Powiatowa Komenda Uzupełnień Mińsk Mazowiecki
- Powiatowa Komenda Uzupełnień Płock
- Powiatowa Komenda Uzupełnień Modlin (do 1933[6])
- Powiatowa Komenda Uzupełnień Płońsk (1933-1938)
- Powiatowa Komenda Uzupełnień Puławy
- Powiatowa Komenda Uzupełnień Pułtusk
- Powiatowa Komenda Uzupełnień Radom
- Powiatowa Komenda Uzupełnień Modlin
- Powiatowa Komenda Uzupełnień Białystok - ustanowiona 24 czerwca 1919 roku, podległa DOGen. „Warszawa”, obejmowała powiaty białostocki, bielski i sokólski[7]
- Powiatowa Komenda Uzupełnień Suwałki z tymczasową siedzibą w Grodnie - ustanowiona 24 czerwca 1919 roku, podległa DOGen. „Warszawa”, obejmowała powiaty suwalski, sejneński i augustowski[7]

W latach 1938–1939

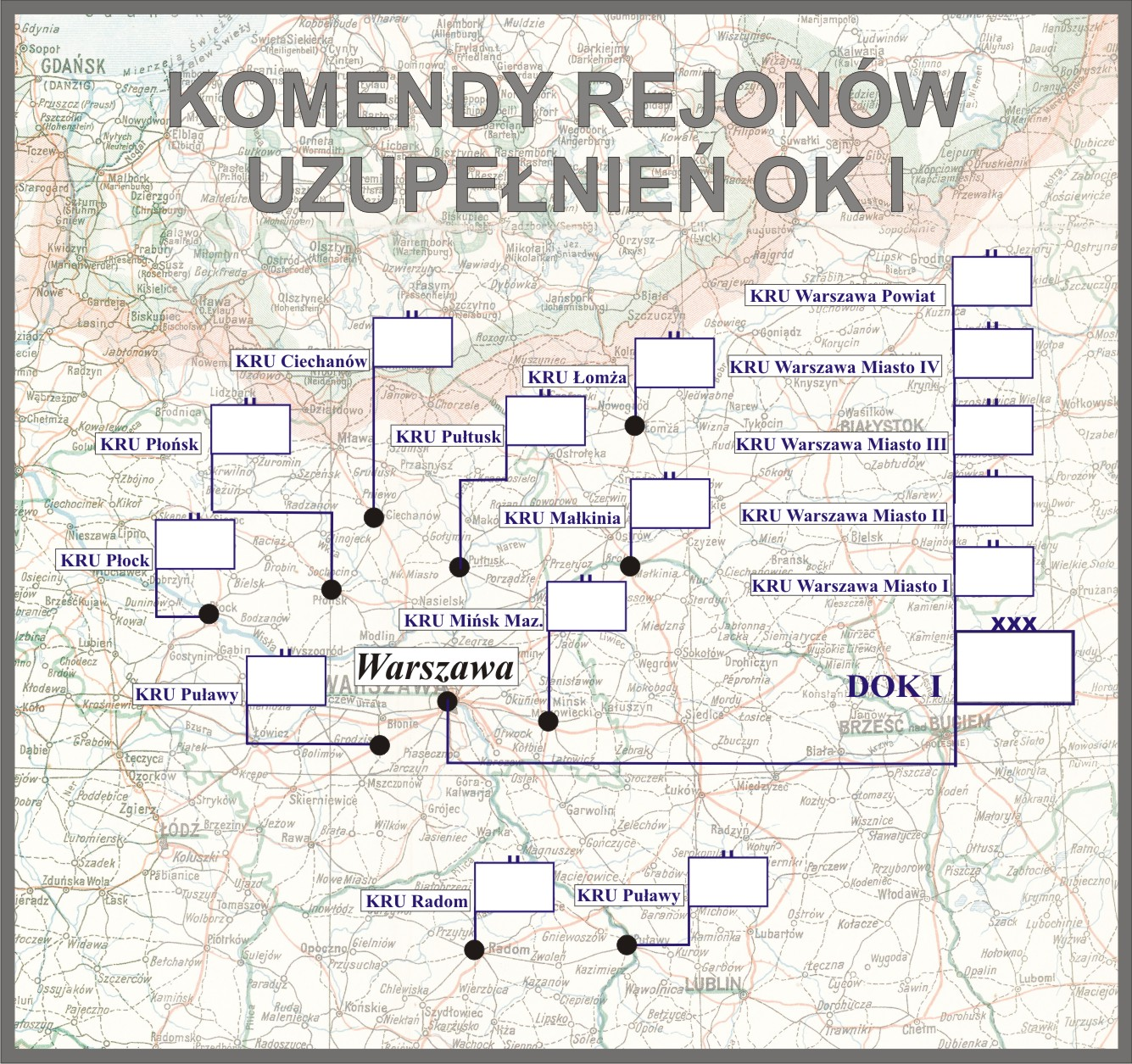
Komendy rejonów uzupełnień OK I

- Komenda Rejonu Uzupełnień Warszawa Miasto I
- Komenda Rejonu Uzupełnień Warszawa Miasto II
- Komenda Rejonu Uzupełnień Warszawa Miasto III
- Komenda Rejonu Uzupełnień Warszawa Miasto IV
- Komenda Rejonu Uzupełnień Warszawa Powiat
- Komenda Rejonu Uzupełnień Ciechanów
- Komenda Rejonu Uzupełnień Grodzisk Mazowiecki
- Komenda Rejonu Uzupełnień Łomża
- Komenda Rejonu Uzupełnień Małkinia
- Komenda Rejonu Uzupełnień Mińsk Mazowiecki
- Komenda Rejonu Uzupełnień Płock
- Komenda Rejonu Uzupełnień Płońsk
- Komenda Rejonu Uzupełnień Puławy
- Komenda Rejonu Uzupełnień Pułtusk
- Komenda Rejonu Uzupełnień Radom

### Służba duszpasterstwa
- Parafia Wojskowa Dęblin
- Parafia Wojskowa Mińsk Mazowiecki

## Szkolnictwo wojskowe
- Centrum Wyższych Studiów Wojskowych w Warszawie
- Wyższa Szkoła Wojenna w Warszawie
- Szkoła Podchorążych Inżynierii w Warszawie
- Centrum Wyszkolenia Artylerii Przeciwlotniczej w Warszawie
- Centrum Wyszkolenia Broni Pancernych w Modlinie
- Centrum Wyszkolenia Piechoty w Rembertowie
- Centrum Wyszkolenia Łączności w Zegrzu
- Centrum Wyszkolenia Saperów w Modlinie
- Centrum Wyszkolenia Sanitarnego w Warszawie
  - Komenda CWSan. przy ul. Górnośląskiej 45
  - Szkoła Podchorążych Sanitarnych w Szpitalu Ujazdowskim przy Alejach Ujazdowskich
  - Szpital Szkolny CWSan. (b. Szpital Ujazdowski)
    - Komenda szpitala przy ul. Pięknej
- Centrum Wyszkolenia i Badań Weterynaryjnych w Warszawie
- Szkoła Podoficerów Zawodowych Służby Weterynaryjnej w Warszawie
- Szkoła Podchorążych Piechoty w Komorowie-Ostrowi Mazowieckiej

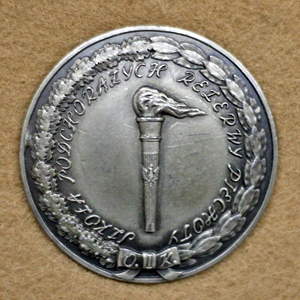
Odznaka Szkoły Podchorążych Rezerwy Piechoty w Zambrowie

- Szkoła Podchorążych Rezerwy Piechoty w Zambrowie
- Mazowiecka Szkoła Podchorążych Rezerwy Artylerii w Zambrowie
- Oficerska Szkoła Topografów w Warszawie
- Grupa Szkół Lotniczych w Warszawie (1937-1939)
  - Centrum Wyszkolenia Oficerów Lotnictwa w Dęblinie
- Szkoła Zbrojmistrzów w Warszawie
- Szkoła Gazowa w Warszawie
- Centralny Instytut Wychowania Fizycznego w Warszawie-Bielanach

## Władze garnizonowe
- Komenda Miasta Warszawa
- Komenda Placu Dęblin
- Komenda Placu Jabłonna
- Komenda Placu Ostrów Mazowiecka
- Komenda Placu Płock
- Komenda Placu Zegrze